# Cuentos de Mamá Ganso
Les Contes de ma mère l'Oye (Los cuentos de Mamá Ganso o Los cuentos de Mamá Oca) es una recopilación de ocho cuentos de hadas escritos por Charles Perrault, y dados a difusión en 1697 bajo el título Histoires ou contes du temps passé. Avec des moralités, y con un segundo título en la ilustración del frontispicio del libro: Contes de ma mère l'Oye. También son conocidos como «Cuentos de antaño» o «Cuentos de viejas».
Pronto esta obra se convirtió en un clásico de la literatura infantil, en alguna medida difuminando el resto de la producción literaria del autor. La primera traducción de los Cuentos fue al inglés en 1729. Casi cien años más tarde, en 1824, se realizó la primera traducción al español, para la editorial J. Smith en París.

## Presentación

### Origen

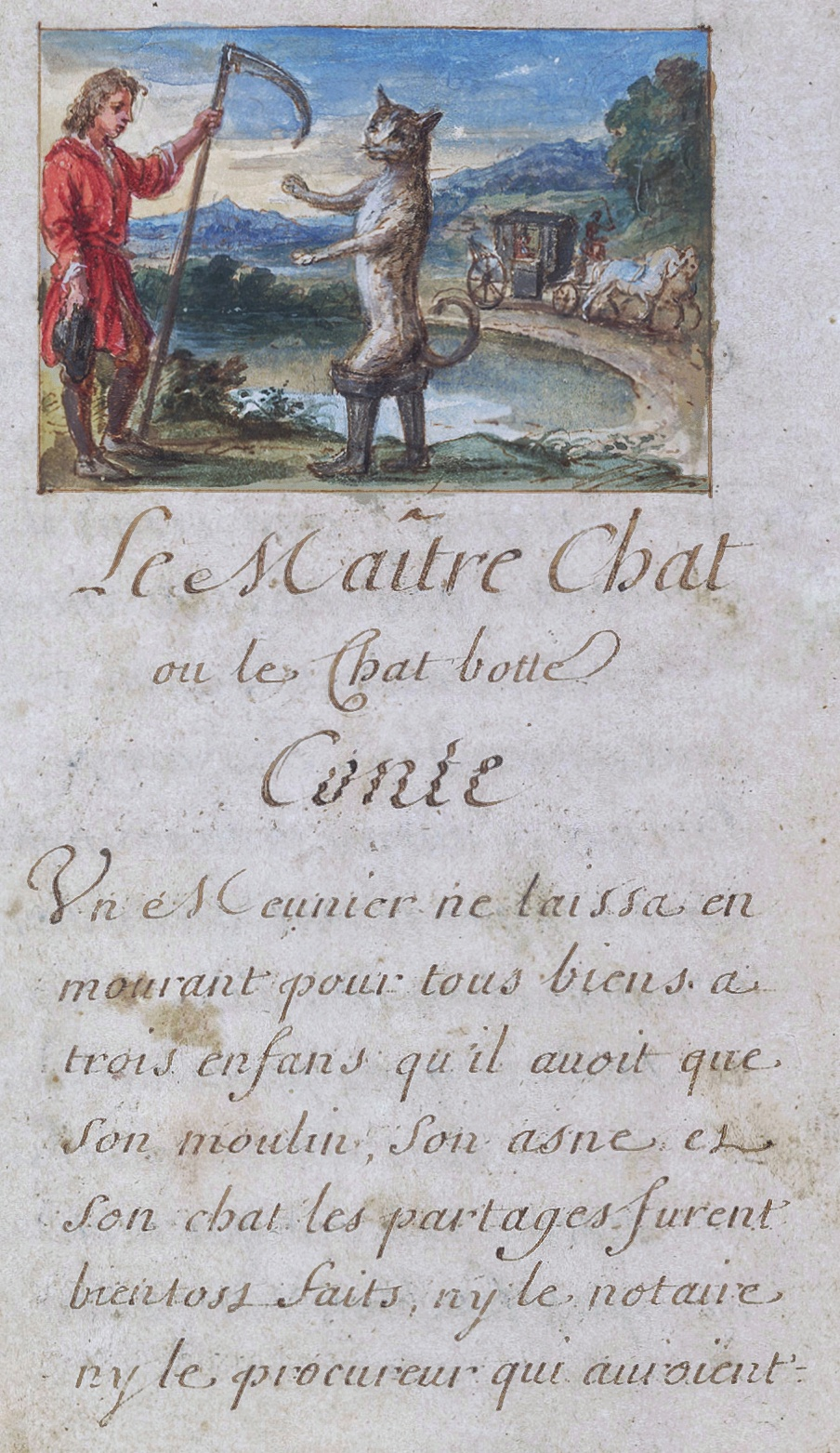
El Gato con Botas, página manuscrita e ilustrada de fin del.

Tres años antes del fin del siglo XVII, el por cierto serio y laborioso escritor Charles Perrault, que entonces contaba con sesenta y nueve años, y que se oponía a Jean de La Fontaine, a Nicolas Boileau, y a Jean de La Bruyère, en la llamada Querella de los antiguos y los modernos, impulsó la aparición de la primera edición de su recopilación de cuentos, usando el nombre de su tercer hijo, Pierre Darmancour. Esta primera edición comprende ocho cuentos en prosa, a los cuales más tarde se le agregan una novela y dos cuentos en verso, ya publicados anteriormente por separado.
Los Contes de ma mère l'Oye surgen en una época en la cual los cuentos de hadas están en boga entre los adultos burgueses y aristocráticos. Pero paradójicamente, ninguna obra de este tipo fue pensada y dirigida en esa época a los niños, y solamente una serie de historias era entonces transmitida oralmente a la gente menuda, a través de las niñeras y las sirvientas, muchas de ellas venidas de las zonas rurales para trabajar en las ciudades.
Por tanto, en realidad y en sentido estricto, Charles Perrault no « inventó » ninguna de esas historias, sino que tuvo el mérito de escribirlas, inspirándose en esas narraciones populares, y tal vez también en Lo cunto de li cunti (Pentamerone), recopilación de cuentos efectuada por el italiano Juan Bautista Basile, y cuyo título traducido al español sería "El cuento de los cuentos".
Perrault seleccionó en realidad una ínfima cantidad de esas historias que en la época circulaban abundante y frecuentemente, aunque justo es decirlo, trabajó y transformó algunos de esos argumentos, o al menos la presentación de los mismos. En cuanto a Mamá Oca, un personaje popular y ficticio, bien puede decirse que representa a una campesina muy charlatana que gustaba de contar esas historias.
Perrault, muy probablemente, sería uno de los primeros recolectores o coleccionistas de estas historias para niños, que con frecuencia en esos días se les contaban por las noches o en los días lluviosos, aunque en sentido estricto y como dicho autor no cita sus fuentes, tampoco realmente podemos considerarlo como tal. Lo cierto es que Perrault trabajó y modificó las historias que escuchaba, puesto que las versiones orales originales sin duda eran mucho más crudas y brutales.

### Olvidos y sucesos

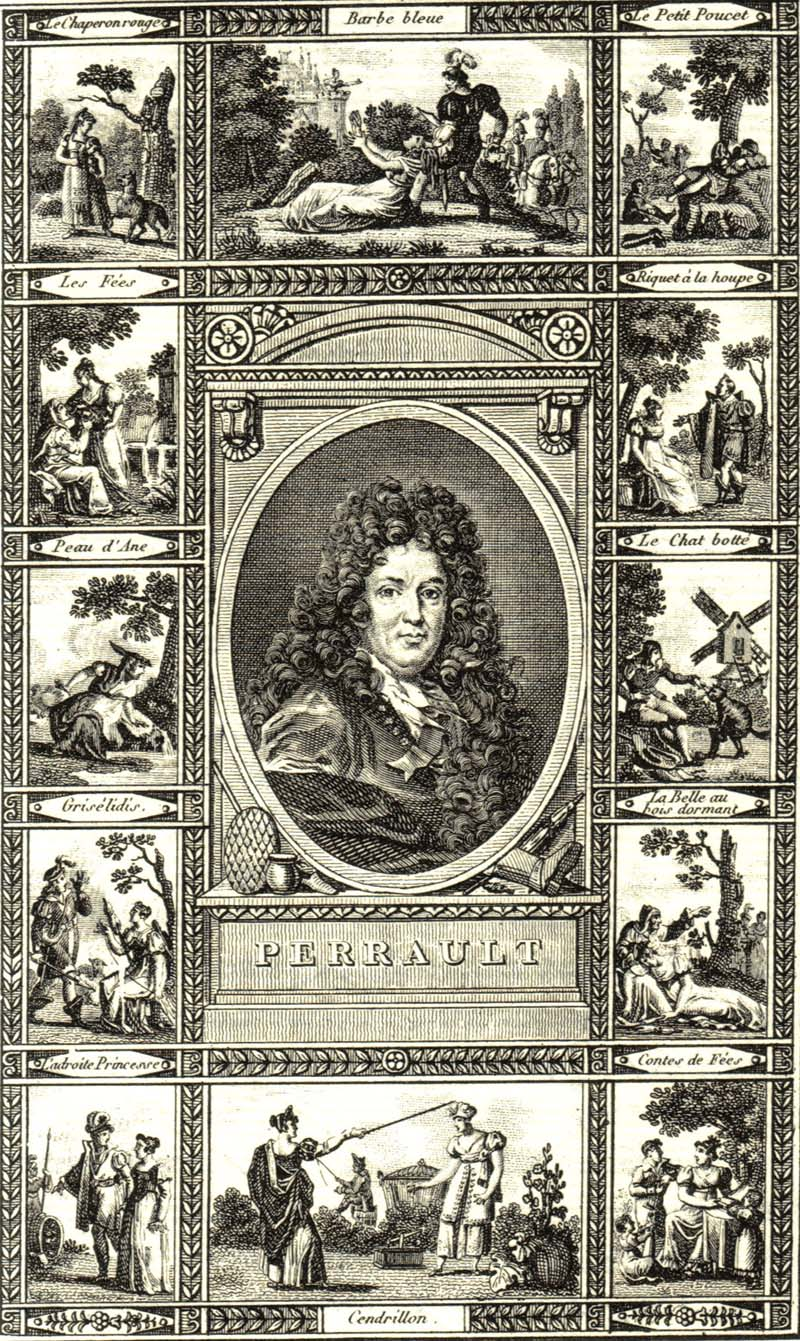

Desde su aparición en 1697, estos cuentos obtuvieron el favor del público y tal es así, que una segunda edición fue lanzada por Claude Barbin ese mismo año, y también numerosas ediciones Neerlandesas no autorizadas inundaron el mercado, junto a una proliferación de diversas publicaciones de cuentos y recopilaciones sobre temáticas maravillosas y mágicas. Como era de prever, esta moda terminó por suavizarse y cuando Perrault falleció en 1703, los personajes de los cuentos de hadas, ya desacreditados y con baja imagen, dejaron su lugar a las historias mágicas orientales.
En efecto, en el año 1704, se dio difusión a la traducción de Antoine Galland de la obra Las mil y una noches, y poco después, en 1721, Montesquieu impactó con su novela epistolar titulada Cartas persas (en francés, Les lettres persanes). El siglo XVIII en buena medida está marcado, en cuanto a literatura y a teatro musical, por las novelas epistolares y por la óperas, y quienes impulsaron esta nueva moda, entre muchos otros, fueron Charles Louis de Secondat (Montesquieu), Samuel Richardson, Antonio Vivaldi, Johann Adolph Hasse, Wolfgang Amadeus Mozart, etc.
Los intelectuales y los grandes autores del Siglo de las Luces entonces ignoraron totalmente los cuentos de Perrault, en los que no veían más que la expresión de supersticiones a través de las que el pueblo se embrutecía. Fue necesario esperar hasta la mitad del siglo XIX, para que este tipo de cuentos infantiles suscitaran un nuevo entusiasmo. Entonces se puso a la moda, entre las familias burguesas, el leer en casa historias a los niños, y espléndidas ediciones de los Cuentos de Perrault, ilustrados particularmente por Gustave Doré, fueron en esos días dadas a difusión, y con frecuencia obsequiadas a los niños, en fechas gratas o como premio por los resultados escolares.
El éxito de este tipo de literatura ya no decreció a partir de ese momento y las historias narradas en los cuentos fueron retomadas una y otra vez bajo múltiples formas: ballet, ópera, historieta, musical, filme de animación, película de corto o de largo metraje, etc. Estos cuentos en lo sucesivo interesaron también a los adultos, aún a los más serios y formales: el psiquiatra Bruno Bettelheim se ha ocupado de analizar esta cuestión, señalando que hay algo de universal en estas historias, pues contienen todos los elementos que nos obsesionan y nos interesan a todos, las dificultades de las relaciones familiares y personales, los miedos inhibidos o reprimidos del psiquismo infantil, las problemáticas que afectan a seres queridos o simpáticos o a nosotros mismos, tramas de historias sencillas de recordar y que transmiten enseñanzas y moralejas, lo que ayuda a identificar situaciones similares en la vida cotidiana, etc.
Para los folcloristas Iona y Peter Opie, el éxito y la repercusión de una historia puede ser atribuido a razones a veces extrañas, y por momentos incompatibles o contradictorias entre sí. El gran éxito de Perrault tal vez fue consecuencia de haber aceptado los cuentos de hadas tal como ellos eran transmitidos por tradición oral.
Así, no intentó modificarlos ni profundizarlos, aunque bien pensó que sería útil acabar estas historias con una enseñanza moral, y además, en algunos casos también suavizó los acontecimientos más crudos allí relatados. Probablemente Perrault hoy día sería reconocido como el padre del folclore, si hubiera tenido el tiempo y la constancia de citar sus fuentes, para así poder saber dónde, cuándo, y en qué circunstancias, esas historias eran transmitidas de generación en generación.
El motivo por el cual Charles Perrault escribió estos cuentos, en la época actual sólo puede ser objeto de especulación, y eventualmente podría explicarse por el contexto histórico de los últimos años del llamado Gran Siglo, marcado por el cartesianismo, y por la tendencia de Francia a sumirse en grandes dificultades financieras, a la par que el absolutismo real de Luis XIV se hacía más duro y abandonaba los espíritus del pueblo a su suerte y a sus propias fuerzas. En tales circunstancias, Perrault tal vez buscaba expresar sus dudas sobre el porvenir «volviendo a las raíces profundas de la mentalidad eterna del pueblo» («en se ressourçant aux mentalités éternelles du peuple»).

### Controversias sobre la paternidad de la obra

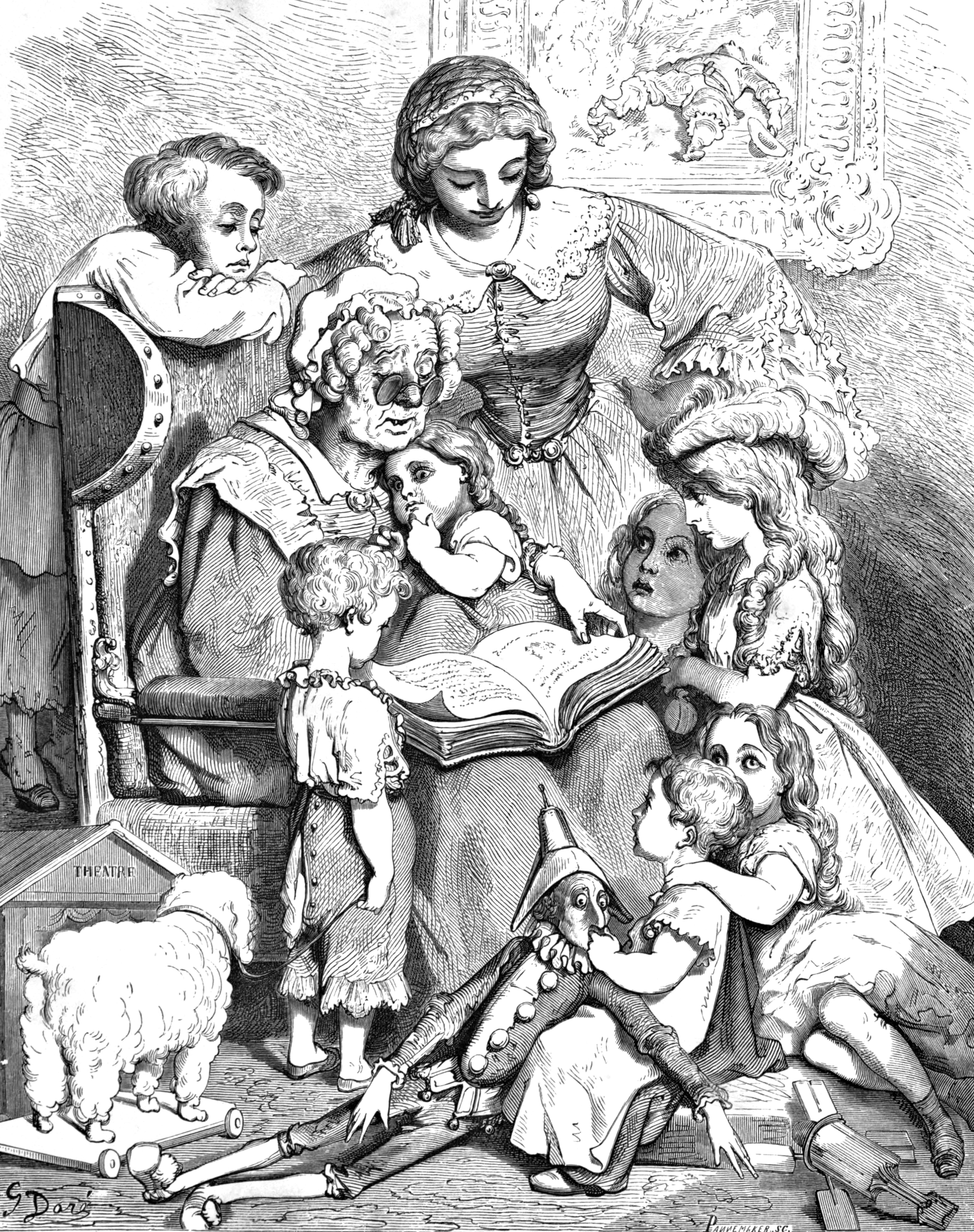

La paternidad de Historias o cuentos de antaño a veces es atribuida a Pierre Darmancour, hijo de Charles Perrault. La prueba central o principal de esta suposición, reside en la existencia de una dedicatoria en la recopilación promovida por Isabel Carlota de Borbón-Orleans, la nieta más joven de Luis XIV, ya que dicha dedicatoria está firmada «P. Darmancour».
La Revue des études historiques proporciona otras dos pruebas: (1) por un lado, el propio rey invoca y asigna el privilegio de la obra con el nombre Darmancour, y (2) una contraedición holandesa de Histoires lleva la mención «Par le fils de M. Perrault, de l'Académie Française». Incluso esta tesis fue defendida a partir del año 1699 por el propio abad de Villiers.
Una hipótesis posible sería que Pierre Darmancour, que entonces tenía tal vez alrededor de dieciséis años, recogió esos cuentos populares en un cuaderno, resumiendo narraciones que probablemente escuchaba de boca de su nodriza o de su propio padre, y Charles Perrault, cuidadoso defensor de la literatura moderna con impronta propia y no basada en historias demasiado antiguas, habría eventualmente reescrito esos cuentos redactados por su hijo.
Charles Deulin y posteriormente Charles Marty-Laveaux, piensan más bien que esa recopilación recogió narraciones originalmente propuestas por el propio Perrault a su hijo, y que resultando de tal calidad el trabajo de redacción y estructuración que éste entonces habría hecho, con posterioridad el padre simplemente se basó en ese material.
En fin, para otros investigadores y estudiosos, y principalmente para la Encyclopædia Universalis y la Enciclopedia Larousse, Perrault simplemente tomó prestado el nombre de su hijo en oportunidad de la inicial difusión de esas historias.
Según Iona y Peter Opie, Charles Perrault por largo tiempo fue conocido por su interés hacia los «cuentos de vigilia» o «cuentos de Mamá Oca», y prueba de ello es que en 1693 publicó una versión en verso de Los deseos ridículos —en la revista Mercure Galant—, y que en 1694 publicó Piel de asno. Además, en 1695, o sea dos años antes de la publicación oficial en 1697 de la obra completa «Cuentos de Mamá Ganso», se data un manuscrito ilustrado conteniendo cinco de los cuentos, entre ellos El Gato con Botas escrito por Perrault con el título Le Maître Chat ou le Chat Botté. Pierre Darmancour tenía entonces entre dieciséis y diecisiete años, cuando probablemente se escribió el referido manuscrito, y según ciertos universitarios ingleses, con esa edad el muchacho probablemente no tenía gran interés en escribir ni capacidad para redactar esos cuentos, cosa en cierta medida avalada por hechos posteriores, pues el nombrado luego se hizo soldado, y en ese tiempo jamás demostró interés por la literatura. Cuando este personaje murió en mayo de 1700 a la edad de 22 años, su necrología para nada estableció un vínculo entre el fallecido y los Cuentos, mientras que por el contrario, en la necrología del padre fallecido en mayo de 1703, sí se mencionó que el muerto era el creador de La Belle au bois dormant (La bella durmiente).

### Títulos

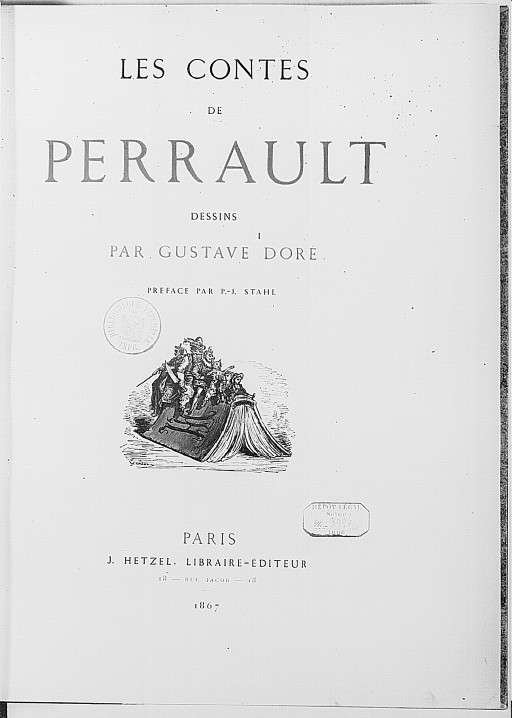
Los cuentos de Perrault,
dibujos de G.Doré, edición 1867.

La recopilación «Cuentos de Mamá Ganso» de 1697 integra ocho títulos en prosa :
- La bella durmiente del bosque (La Belle au bois dormant)[36]
- Caperucita Roja (Le Petit Chaperon rouge)[37]
- Barba Azul (La Barbe bleue)[38]
- El Gato con Botas (Le Maître Chat ou le Chat botté)[39]
- Las hadas (Les Fées)[40]
- Cenicienta (Cendrillon ou la Petite Pantoufle de verre)[41]
- Riquete el del copete (Riquet à la houppe)[42]
- Pulgarcito (Le Petit Poucet)[43]

A partir de la edición de 1781 (primera edición completa), a los ocho títulos en prosa fueron agregados dos cuentos en verso y un cuento novelado también en verso, si bien es cierto que los mismos habían sido escritos antes de 1697. Las tres obras recién referidas (con sus respectivas primeras fechas de aparición) eran las siguientes :
- Grisélidis (La Marquise de Salusses ou La Patience de Griselidis, 1691)[45]
- Los deseos ridículos (Les Souhaits ridicules, 1693)[46]
- Piel de asno (Peau d'âne, 1694)[47]

Fue recién en el año 1861 que apareció "la espléndida edición in-folio de Hetzel, con ilustraciones de Gustave Doré".

### Cronología
La recopilación original de los cuentos de Mamá Oca conformaban un texto heterogéneo, no estructurado en su conjunto tal como se presentan en la ediciones modernas.

#### Tres escritos en verso
Un cuento novelado titulado Grisélidis (La Marquise de Salusses o La Patience de Griselidis), y dos cuentos de hadas, Los deseos ridículos (Les Souhaits ridicules) y Piel de asno (Peau d'âne), todos ellos en verso, fueron inicialmente publicados separadamente, los tres acompañados de un texto prefacial (epístola dedicatoria), y los tres firmados por Charles Perrault.
- Grisélidis —texto completo en Wikisource[49]— se dio a difusión en 1691. La historia fue leída ante la Académie française por el abad Louis Irland de Lavau, y poco después fue publicado en la revista Le Mercure Galant precedida de dos cartas dedicatorias, una de ellas en verso dirigida a una dama, y la otra en prosa dirigida a un caballero (ninguno de estos dos destinatarios eran identificados ni tampoco lo fueron posteriormente).
- Los deseos ridículos[50] por su parte apareció en Le Mercure Galant en 1693. Este texto fue dedicado a «Mademoiselle de la C.».
- En 1694 se dio difusión a una recopilación que juntaba las dos obras recién indicadas como ya publicadas, agregando Piel de asno,[51] así como una epístola dedicatoria a Felipe I de Orleans que acompañaba a otra dirigida a Grisélidis.[52]
- En 1695 apareció una nueva edición de las tres obras en verso ya citadas, aumentada con un prefacio, y modificado el orden de presentación de los textos: Grisélidis, Piel de asno, Los deseos ridículos. Esta publicación estaba marcada como «cuarta edición», esto hace pensar que hubo una tercera edición hoy perdida. Así, esta obra claramente era reivindicada por Perrault como autor.

#### Dos bellas princesas, dos bellas recopilaciones

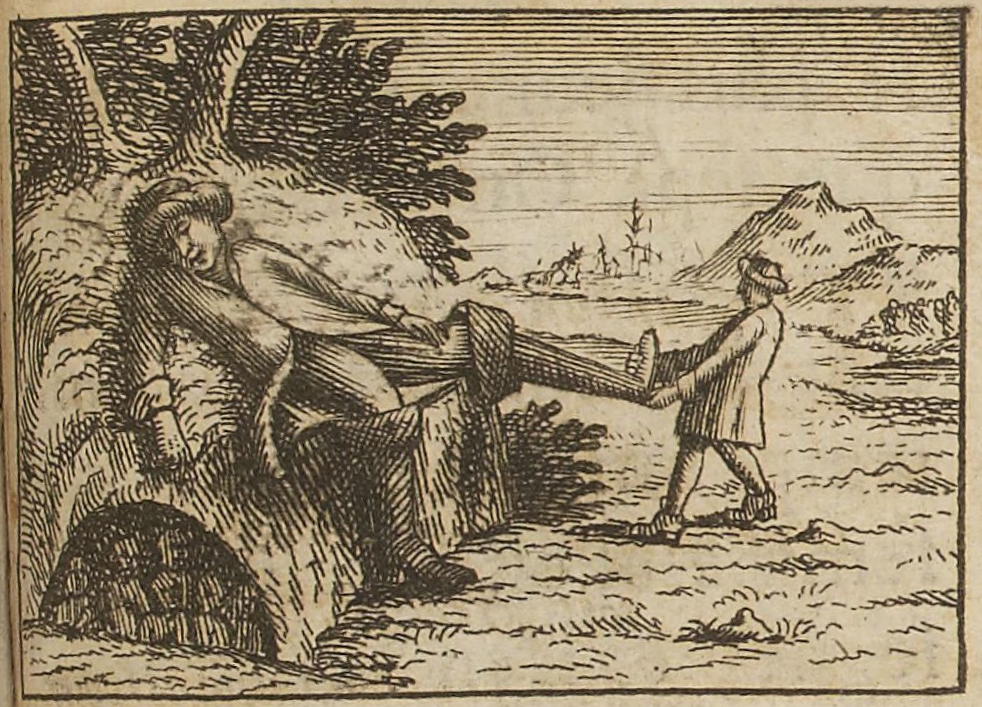
Pulgarcito, ilustración de Antoine Clouzier en la primera edición de 1697.

- En 1695 apareció un manuscrito de Cuentos de Mamá Ganso dedicado a Mademoiselle. Esta recopilación es atribuida a Pierre Darmancour, hijo de Charles Perrault. El escrito comprende cinco cuentos en prosa: La Bella Durmiente, Caperucita roja, Barba Azul, El Gato con Botas, y además Las hadas. Estrictamente, esta obra no se correspondió con ninguna edición destinada al público, sino que probablemente se usó para difusión y entretenimiento en la corte de Versailles.[53]

- En 1697 se publicó Cuentos de Mamá Ganso (Histoires ou contes du temps passé, avec des moralités or Contes de ma mère l'Oye). Esta recopilación fue precedida por una epístola dedicatoria firmada Pierre Darmancour, un frontispicio e ilustraciones de Antoine Clouzier, y aumentada por tres nuevos cuentos en prosa: La Cenicienta o el zapatito de cristal, Riquete, el del copete y Pulgarcito. Los otros cinco cuentos, ya publicados, fueron revisados respecto de su redacción original. Por algún motivo, que se desconoce, Perrault tomó distancia respecto de esta publicación.

## El estilo
Los cuentos de la tradición popular oral, sin duda presentaban un estilo encantador, donde la realidad se integraba agradablemente a lo maravilloso, personificado por las hadas y por otros personajes-tipo. La expresión era simple e ingenua, y marcaba sin subterfugios la espiritual malicia del autor. Pero detrás de la frescura de estilo y de la sencillez de las frases, estas historias mostraban violencia y crueldad, tanto física como psíquica.

### Los personajes-tipo
Gracias a sus características bien definidas y muy fáciles de reconocer y memorizar, los personajes de los cuentos de Perrault son estereotipos comportamentales. Tomando conocimiento de la vida de estos personajes en un mundo imaginario simplificado, el niño experimenta con relaciones que aún no tuvo la oportunidad de vivir, y con experiencias que de ninguna manera desea vivir y que se deben evitar a toda costa. De esta manera, los personajes de este tipo de cuentos dan lugar a múltiples y variadas interpretaciones ligadas a la moral, a lo que se debe hacer y a lo que no se debe hacer, y en tiempos más recientes, a las terapias psicoanalíticas.

#### El ogro

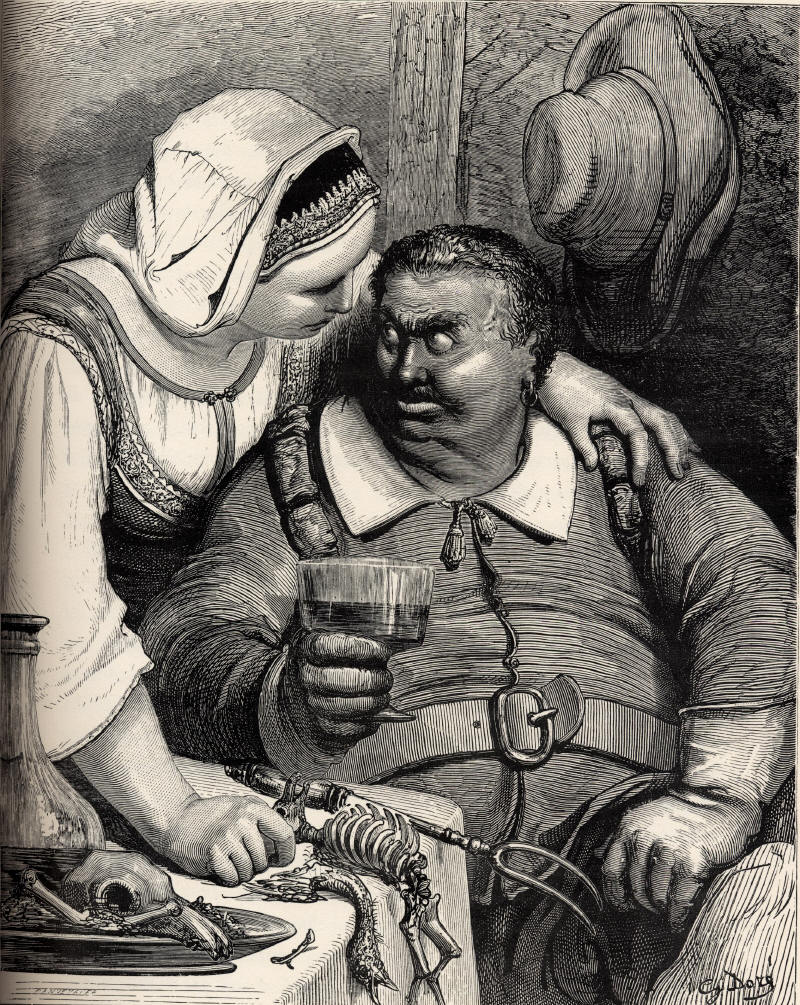
El ogro del cuento Pulgarcito junto a su mujer.

Los ogros y sus compañeras son personajes nefastos en la ficción, muy especialmente los primeros. Estos seres todopoderosos parecen tener un solo objetivo: devorar a los niños y a los héroes de las historias. A través del hambre insaciable que estos grandotes fortachones parecen tener, en cierto sentido se simboliza o se asocia con el impulso oral brutal y absoluto de los lactantes y de los niños de corta edad. El ogro representa igualmente la figura paterna, que hay que respetar y a la que hay que superar si se quiere llegar a ser un adulto.
A diferencia de los lobos de la ficción, que desean comer cerditos y niñas pequeñas, los ogros en los cuentos de Perrault son siempre burlados y ninguno consigue finalmente comerse al héroe de la historia (su principal objetivo). Por ejemplo, el ogro de la obra Pulgarcito devora por error a sus propias hijas, y la ogresa de La Bella durmiente del bosque es engañada y come de la caza en lugar de devorar a su nuera y sus pequeños niños. Y en cuanto al ogro del Gato con Botas, se transforma en un ratón, lo que aprovecha el astuto felino para hacerlo su almuerzo.

#### El hada malvada
El hada maléfica, vieja, fea, mala y sobre todo jorobada, encarna un hada madrina o una madrastra o una bruja hostil hacia el niño o la niña, que es injusta y malvada con él o con ella, o incluso encarna una madre poco cariñosa, desaprensiva, y excesivamente estricta. En todas las situaciones recién indicadas, ese personaje se interpone entre el padre y el hijo o la hija, desviando la natural afección que debe haber entre ambos, y señalando faltas o descuidos del pequeño o la pequeña en muchos casos falsos o magnificados. El hada maléfica o malvada es el personaje opuesto a los héroes en las historias, y desea el mal para ellos. Además, es símbolo de regresión, evoca viejos miedos infantiles, e incluso por su acción dificulta o intenta dificultar el desarrollo de los niños y de los jovencitos, o en algunos casos simplemente desea la muerte de ellos, como por ejemplo en la obra La Bella Durmiente del bosque.

#### La princesa y el príncipe

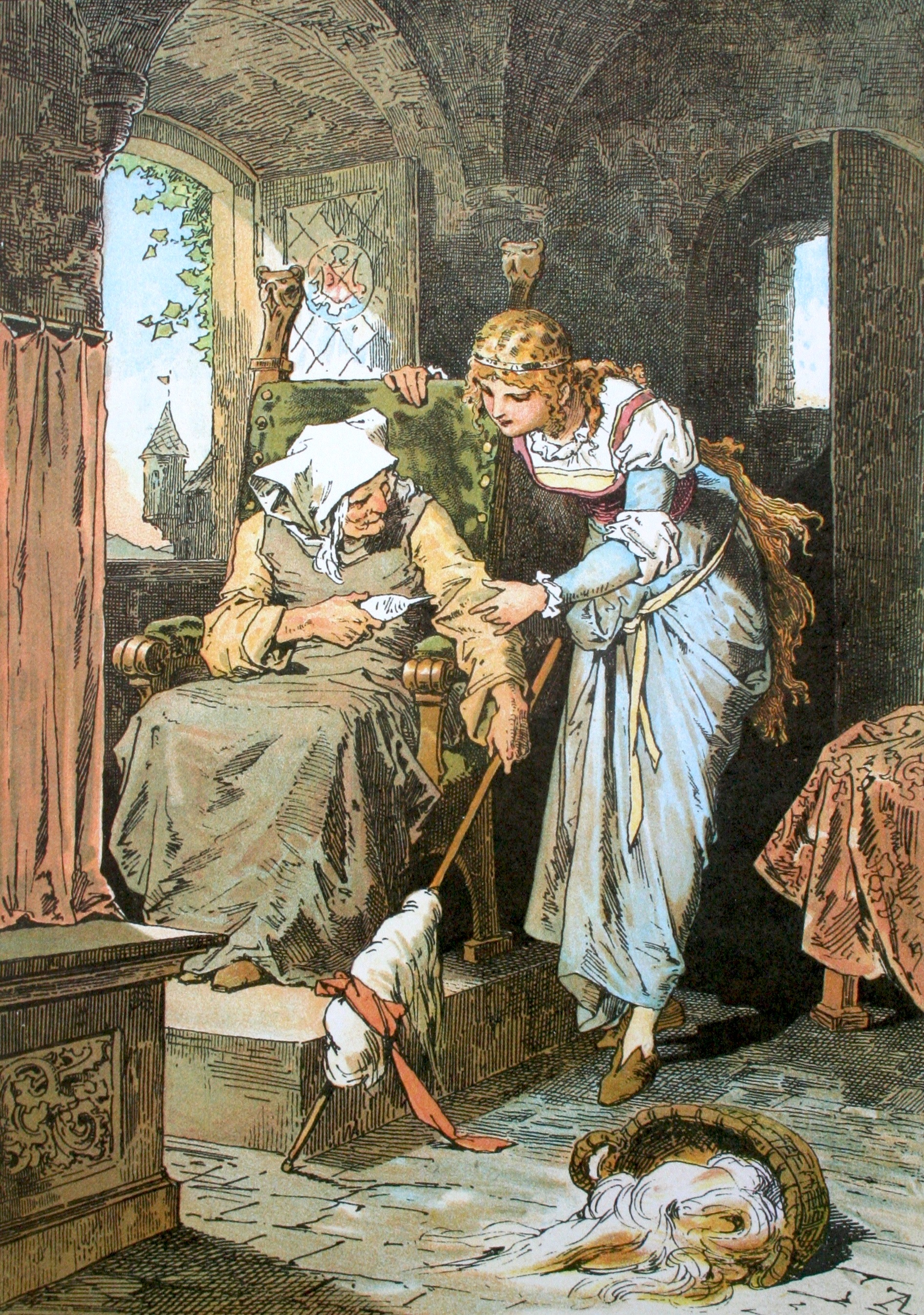
La Bella Durmiente del Bosque,
ilustración de Alexander Zick.

La princesa es aún muy joven y no está iniciada en el amor. Ella debe pasar al estado de la pubertad. La Bella Durmiente del bosque sangra pinchándose sobre un telar, como sangra la adolescente en el momento de sus primeras reglas, pero debe observarse un período de latencia, simbolizado en la historia por el sueño de cien años, antes de ser sexualmente madura (esto es lo que transmite el cuento).
Además, como trasfondo hay otra enseñanza que se propaga con esta narración: Una jovencita jamás debe revelarse contra su destino, y debe esperar pacientemente que alguien (por lo general un hada madrina) le indique lo que debe hacer, y lo que no debe hacer. Un príncipe azul deseado y esperado llega para apartar todos los obstáculos e inconvenientes que le separan de la princesa, a quien hacia el fin de la historia termina pidiendo en matrimonio. El príncipe, cuya imagen estereotipada es la de un joven valiente, buen mozo y romántico, tal vez se asimila más a una recompensa para la princesa o a una idealización desarrollada por esta última, que a un personaje con un perfil realista.

#### El hada madrina
El hada madrina es el mentor del héroe, la figura maternal protectora que presta asistencia al niño o al personaje central. Siendo un personaje auxiliar, ella sostiene y apoya al héroe en sus andanzas, y aparece cuando más la necesita. El hada madrina ayuda al personaje central a realizar sus deseos gracias a sus dones mágicos, o proporcionándole un objeto o una fórmula con poderes sobrenaturales, como una varita mágica o como un conjuro mágico, lo que permitirá al héroe vencer a los personajes nefastos.

#### El lobo

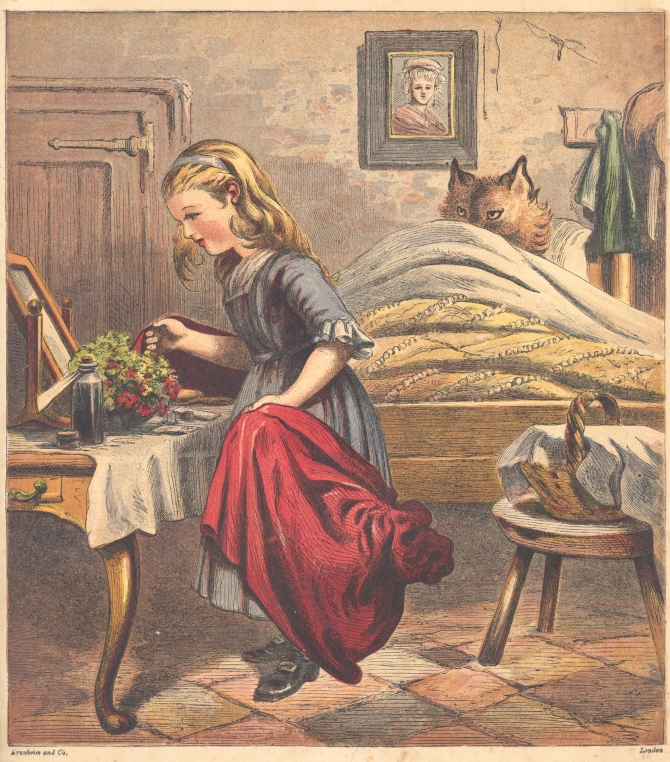
El lobo esperando a Caperucita Roja, ilustración de una edición holandesa de 1868.

El lobo es un personaje muy frecuente en los cuentos de hadas de la tradición occidental, tal vez porque por largo tiempo este animal convivió con y/o siguió a los humanos, en ocasiones aprovechándose de ellos o causándoles daño.
La casi desaparición de esta especie, o al menos la gran disminución de su número respecto de épocas anteriores, para nada ha menguado su fuerza simbólica, ya que al ser animal del bosque y con hábitos de caza tanto diurnos como nocturnos, ha alentado la desconfianza y el temor tanto en niños como en adultos.
En la ficción, el lobo se ha ganado cierta fama como seductor y amable, y como teniendo un deseo sexual inconfesado y reprimido, por ejemplo en la obra "Caperucita roja". Pero en este cuento, el lobo y el bosque también pueden querer representar más trivialmente los peligros con los que el niño debe enfrentarse sólo fuera de la seguridad del hogar (por más que un adulto le haya dado sabias y convenientes recomendaciones al respecto). Estos peligros obviamente pueden ser múltiples, accidente, robo, desorientación geográfica, encuentro con animales, aunque por cierto, también puede tomar la forma de un ataque sexual. En Le Petit Chaperon Rouge, hay ciertos indicios que inducen a asociar al animal con un hombre, ya que por ejemplo, en las ilustraciones de Gustave Doré, se le observa caminando sobre sus dos patas traseras, y en la propia historia, se señala que se disfraza poniéndose la cofia y el vestido de la abuela.
En las tradiciones populares africanas, el cocodrilo en cierto sentido juega un rol similar al señalado para el lobo, y en los cuentos populares asiáticos, es el tigre el que ocupa este lugar como fuente de posibles peligros. Suponiendo a través de los respectivos comportamientos en estado salvaje que estos animales son astutos, obviamente es a quienes es necesario vencer o neutralizar para adquirir experiencia y sabiduría.

### Las relaciones familiares

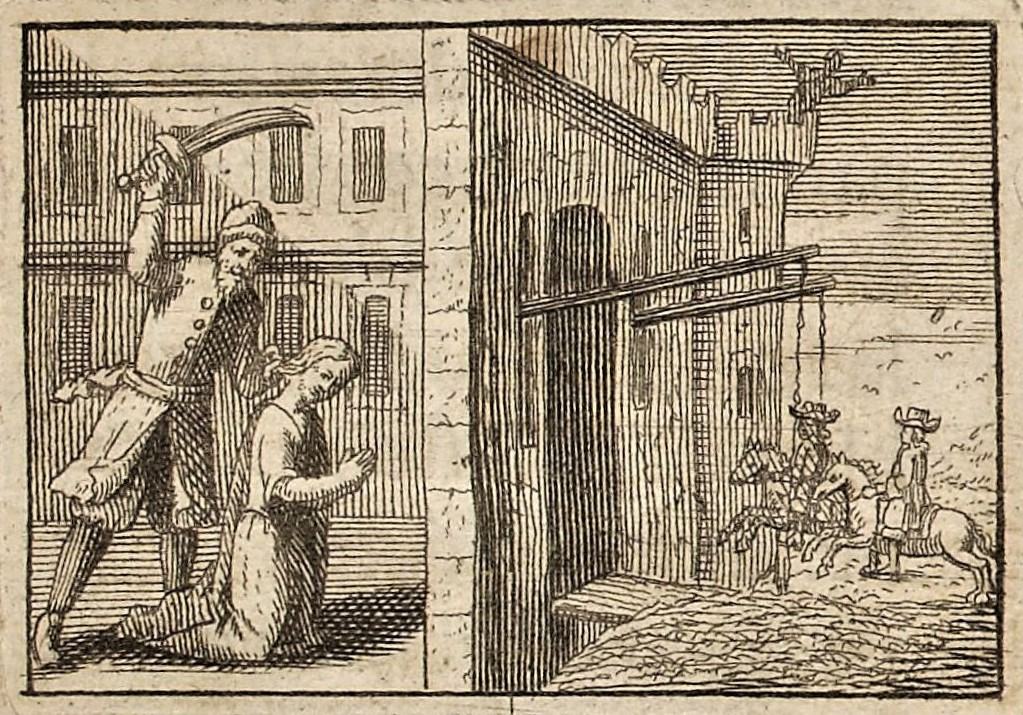
Barba Azul preparándose para decapitar a su mujer. Ilustración francesa de 1697.

Una de las características distintivas de los cuentos de Charles Perrault, es la crueldad y la violencia de algunas de las relaciones familiares o cotidianas que allí se describen, y cuyo sustento u objetivo podría ser el de prevenir a los niños frente a esas eventualidades.

#### El matrimonio y el rematrimonio
El matrimonio es con frecuencia el final feliz de muchas de las historias. Pero en ciertos casos, la "torta se da vuelta" y la situación es otra.
En la obra Barba Azul, el matrimonio deriva en la pesadilla de la joven esposa, cuando ella descubre los cadáveres de las mujeres precedentes que misteriosamente todas ellas habían desaparecido, y en la obra Griselidis, la autoridad del marido sin duda es la de un tirano.
Los rematrimonios (o matrimonios en segundas nupcias) eran frecuentes en la época de Perrault, en razón especialmente del número elevado de mujeres jóvenes que morían durante el parto. Y por cierto y al menos en la ficción, las madrastras de los cuentos se comportan de lo peor respecto de los niños; la madrastra de Cenicienta por ejemplo, la explotaba casi como una esclava, y el padre engañado o con muy poco carácter, dejaba que esa situación continuara. Y por su parte la suegra de la Bella Durmiente del bosque, una vez que su hijo se alejó, no deseaba más que una cosa: comerse a su nuera y a sus dos nietos a la Salsa Robert!

#### Los padres
El rol de los padres en los cuentos de hadas por cierto no es para alabar, ya que al menos se los podría catalogar como irresponsables, o como incapaces de proteger a sus niños. La madre de Caperucita Roja no duda en dejarla partir sola y atravesar así el bosque sabiendo de los peligros que allí le podían acechar, y como resguardo solamente le dio un buen consejo. Y los padres de Pulgarcito deliberadamente optan por dejar perdidos en el bosque a sus siete hijos, vistas sus dificultades para alimentarlos a todos. Por su parte, el ogro degüella a sus propias hijas por descuido y por angurria, y los padres de la Bella durmiente del bosque olvidan invitar al bautismo al hada más susceptible de todas. En cuanto a la obra Peau d'Âne, el padre no muestra ningún remordimiento ni angustia en querer casarse con su propia hija.

#### Las relaciones entre hermanos
Tampoco las cosas van mucho mejores entre hermanos y hermanas, pues la solidaridad en muchos casos pareciera no existir entre ellos, y por el contrario, lo común son los celos así como la explotación o el abuso respecto del más débil.
Pulgarcito por ejemplo, que con el devenir de los acontecimientos es el héroe de la historia, es presentado como el sufrelotodo de la familia. Y Cenicienta es humillada sin piedad tanto por su madrastra como por las dos hijas de esta.
Y en cuanto a la obra La Barbe bleue, allí sí las cosas son diferentes, pues solamente Anne, la hermana de la joven esposa de Barba Azul, apoya y asiste a la infortunada.

### Los objetos mágicos
En los cuentos los “objetos mágicos” son de tres tipos, o bien sirven para hacer el bien, o bien sirven para hacer el mal, o bien tienen ambos propósitos, definiéndose en su objetivo según sea el personaje que lo tiene o que lo lleva.
La varita mágica solamente sirve para hacer el bien o para desencadenar acontecimientos maravillosos y positivos, y su uso por lo general está reservado a las hadas madrinas; ellas se sirven de ese objeto mágico en beneficio exclusivo de sus ahijadas, y ejemplos de ello se encuentran en Piel de asno, La bella durmiente, y La Cenicienta.
Por otra parte, en Pulgarcito, las botas de siete leguas presentan cierta ambigüedad, pues las botas en cuestión sirven para bien o para mal, según quien las lleve, el héroe o un personaje nefasto como el ogro. En este caso pues, el objeto mágico es del tercer tipo antes reseñado.
Igualmente las pociones mágicas pueden usarse para bien o para mal, pues ellas pueden ser remedios o venenos, o pueden provocar encantamientos.
La llave encantada es el cuerpo del delito en la obra Barba Azul, ya que es el único objeto completamente nefasto en toda la narración, puesto que traiciona y pone en evidencia a la joven y desobediente esposa.

## Adaptaciones
- Muchos de estos Cuentos de Mamá Ganso fueron adaptados al teatro y al cine, entre otros por Walt Disney Pictures y por The Jim Henson Company. Y en 1960, Jules Bass se basó en ellos para realizar el largometraje de animación Wacky World of Mother Goose.
- Maurice Ravel compuso una obra titulada Ma mère l'Oye, "suite para piano" a cuatro manos, orquestada y adaptada a ballet.
- Jacques Demy realizó la película Peau d'âne en 1970, adaptación del cuento de Perrault.
- Ferdinand Hérold y luego Piotr Ilich Chaikovski por su parte, también compusieron respectivas obras de ballet inspiradas en la historia de La bella durmiente.
- La Cenicienta fue adaptada varias veces para el teatro lírico, y entre esas adaptaciones, las más importantes fueron la comedia mixta con arias breves Cendrillon (1759) de Louis Anseaume y Jean-Louis Laruette,[58] la ópera cómica epónima (1810) de Nicolas Isouard, la ópera buffa La Cenerentola de Jacopo Ferretti y Gioachino Rossini, y también la opéra-féerie Cendrillon (1899) de Henri Cain y Jules Massenet.
- Hélène Guétary realizó la adaptación de La Cenicienta y de Barba Azul (completada por Blanca Nieves de los Hermanos Grimm), con apoyo de animadores de France 2, y difundidos por esta misma emisora.